# Bou
Bou település Franciaországban, Loiret megyében. Lakosainak száma 1019 fő (2022. január 1.). Bou Mardié, Chécy, Jargeau és Sandillon községekkel határos.

## Népesség
A település népességének változása:
| Lakosok száma | 499  | 580  | 705  | 911  | 904  | 918  | 958  | 1002 | 1013 | 1019 |
|               | 1968 | 1982 | 1990 | 2006 | 2013 | 2015 | 2017 | 2019 | 2020 | 2022 |